# 1954 au cinéma
| Années du cinéma : 1951 - 1952 - 1953 - 1954 - 1955 - 1956 - 1957    |
| Décennies du cinéma : 1920 - 1930 - 1940 - 1950 - 1960 - 1970 - 1980 |

Cet article présente les faits marquants de l'année 1954 au cinéma.

## Événements
- Les films de Walt Disney seront commercialisés par sa société de distribution, Buena Vista
- 25 mars : 26e remise des oscars.
- 3 novembre : Sortie au Japon du premier film de Godzilla.

## Principales sorties en salles
- Vingt Mille Lieues sous les mers : film d'aventures américain de Richard Fleischer avec Kirk Douglas, James Mason, Peter Lorre, Paul Lukas.
- Aptenodytes Forsteri réalisé par Mario Marret - Film de nature.
- Avant le déluge réalisé par André Cayatte avec Charles Spaak.
- Carmen Jones, film d’Otto Preminger. (30 octobre).
- Le Carrousel fantastique réalisé par Ettore Giannini (Italie).
- La prigioniera di Amalfi réalisé par Giorgio Cristallini, sorti le 15 janvier en Italie.
- La Chronique des pauvres amants réalisé par Carlo Lizzani (Italie).
- Le Comte de Monte-Cristo de Robert Vernay avec Jean Marais
- Deux hectares de terre réalisé par Bimal Roy (Inde).
- Fenêtre sur cour (Rear Window) film policier d'Alfred Hitchcock avec James Stewart, Grace Kelly et Wendell Corey.
- Johnny Guitare réalisé par Nicholas Ray.
- La Comtesse aux pieds nus de Joseph Leo Mankiewicz avec Ava Gardner.
- La Grande Aventure réalisé par Arne Sucksdorff (Suède).
- La Grande Nuit de Casanova de Norman Z. McLeod avec Bob Hope et Joan Fontaine.
- La Lance brisée d'Edward Dmytryk.
- La Reine Margot de Jean Dréville avec Jeanne Moreau.
- La Rivière sans retour (River of no return) d'Otto Preminger.
- La Strada drame de Federico Fellini (Italie) avec Giulietta Masina et Anthony Quinn.
- Le Blé en herbe de Claude Autant-Lara.
- Le crime était presque parfait (Dial M for Murder) drame policier d'Alfred Hitchcock avec Ray Milland, Grace Kelly et Robert Cummings.
- Le Dernier Pont (Die Letzte Bruecke) réalisé par Helmut Kaütner (Autriche), avec Maria Schell.
- Le Désert vivant de Walt Disney, réalisé par James Algar.
- Le Jardin des plaisirs réalisé par James Broughton (Royaume-Uni).
- Le Rouge et le Noir de Claude Autant-Lara avec Danielle Darrieux, Gérard Philipe d'après le roman de Stendhal.
- Le Vicomte de Bragelonne film de Fernando Cerchio.
- Les Cinq de la rue Barska réalisé par Aleksander Ford (Pologne).
- Les hommes préfèrent les blondes de Howard Hawks avec Marilyn Monroe, Jane Russell (sortie 30 juillet).
- Les Sept Samouraïs réalisé par Akira Kurosawa (Japon, 26 avril).
- Madame du Barry de Christian-Jaque.
- Monsieur Ripois (Knave of hearts) réalisé par René Clément.
- Nana de Christian-Jaque avec Martine Carol, Charles Boyer.
- Ouragan sur le Caine (The Caine Mutiny) réalisé par Edward Dmytryk.
- Prima di sera, réalisé par Piero Tellini
- Sabrina comédie de Billy Wilder avec Audrey Hepburn et Humphrey Bogart.
- Senso de Luchino Visconti avec Alida Valli, Farley Granger.
- Tant qu'il y aura des hommes (From here to eternity) réalisé par Fred Zinnemann - Prix spécial à Cannes.
- Touchez pas au grisbi de Jacques Becker avec Jean Gabin, Jeanne Moreau, Paul Frankeur, René Dary.
- Ulysse de Mario Camerini avec Kirk Douglas
- Une étoile est née (A star is born) de George Cukor avec Judy Garland, James Mason.
- Un grand guerrier albanais, Sander Beg réalisé par Sergueï Ioutkevitch (URSS).
- Un homme est passé (Bad day at Black Rock) réalisé par John Sturges avec Spencer Tracy et Robert Ryan.
- Vera Cruz : western américain de Robert Aldrich avec Gary Cooper, Burt Lancaster, Denise Darcel
- Voyage en Italie de Roberto Rossellini avec Ingrid Bergman, George Sanders
- Zim! Zim! Boum! Boum! de Walt Disney.

## Festivals

### Cannes
Grand Prix du Festival International du Film
- La Porte de l'enfer (Jigoku-Mon) de Teinosuke Kinugasa.

Prix Spécial du Jury :
- Monsieur Ripois (Knave of Hearts) de René Clément

### Autres festivals
- Festival de Venise :
  - Lion d'or pour Roméo et Juliette de Renato Castellani.
  - Lion d'argent pour La Strada de Federico Fellini, Sur les quais d’Elia Kazan, Les Sept Samouraïs, de Akira Kurosawa, l’Intendant Sansho de Kenji Mizoguchi.
  - Jean Gabin prix d’interprétation masculine dans Touchez pas au grisbi !
- Ours d'or du meilleur film : Chaussure à son pied de David Lean.

## Récompenses et distinctions

### Oscars
- Meilleur film : Sur les quais d'Elia Kazan
- Meilleur acteur : Marlon Brando pour Sur les quais
- Meilleure actrice : Grace Kelly pour Une fille de la province
- Meilleur second rôle masculin : Edmond O'Brien pour La Comtesse aux pieds nus
- Meilleur second rôle féminin : Eva Marie Saint pour Sur les quais
- Meilleur réalisateur : Elia Kazan pour Sur les quais
- Meilleur film étranger: La Porte de l'enfer

### Autres récompenses
- 17 janvier : Le Blé en herbe, film de Claude Autant-Lara, obtient le Grand-Prix du cinéma français.

## Box-office
- France[1] :

1. Si Versailles m'était conté de Sacha Guitry
2. Tant qu'il y aura des hommes de Fred Zinnemann
3. Papa, maman, la bonne et moi de Jean-Paul Le Chanois
4. Touchez pas au grisbi de Jacques Becker
5. Le Rouge et le Noir de Claude Autant-Lara

- États-Unis :

1. Noël blanc de Michael Curtiz
2. Vingt mille lieues sous les mers de Richard Fleischer
3. Fenêtre sur cour d'Alfred Hitchcock
4. Les Gladiateurs de Delmer Daves
5. Ouragan sur le Caine d'Edward Dmytryk

## Principales naissances
- 13 janvier : Céline Monsarrat
- 5 février : Dominique Besnehard
- 7 février : Marie-Christine Darah
- 17 février : Rene Russo
- 18 février : John Travolta
- 22 février : Nicolas Marié
- 1er mars : Ron Howard
- 4 mars : Catherine O'Hara
- 10 mars : Luc Dardenne
- 7 avril : Jackie Chan
- 9 avril : Dennis Quaid
- 15 avril : Martine Azencot
- 16 avril : Ellen Barkin
- 20 avril : Damon Douglas († 29 octobre 2006)
- 23 avril : Michael Moore
- 30 avril :
  - Jane Campion
  - Frank Hopf
- 6 juin : Françoise Blanchard († 24 mai 2013)
- 15 juin : James Belushi
- 19 juin : Kathleen Turner
- 19 juillet : Bruno Choël
- 16 août : James Cameron
- 30 août : David Paymer
- 8 septembre : Pascal Greggory
- 11 septembre : Reed Birney
- 2 octobre : Lorraine Bracco
- 6 octobre : Kristian Truelsen
- 10 octobre
  - Ariane Ascaride
  - Rekha
- 18 octobre : Arliss Howard
- 19 octobre : Ken Stott
- 5 novembre : Mike Gabriel
- 7 novembre : Kamal Hassan
- 13 novembre : Diego Barquinero
- 17 novembre : Manuel Poirier
- 19 novembre : Kathleen Quinlan
- 24 novembre : Emir Kusturica
- 1er décembre : Annette Haven
- 4 décembre : Tony Todd († 6 novembre 2024)
- 7 décembre : Pascal Renwick († 19 juillet 2006).
- 18 décembre : Ray Liotta († 26 mai 2022).
- 28 décembre : Denzel Washington

## Principaux décès
- 1er février : Yvonne de Bray, actrice française.
- 15 novembre : Lionel Barrymore, acteur américain.